# シプラゲ

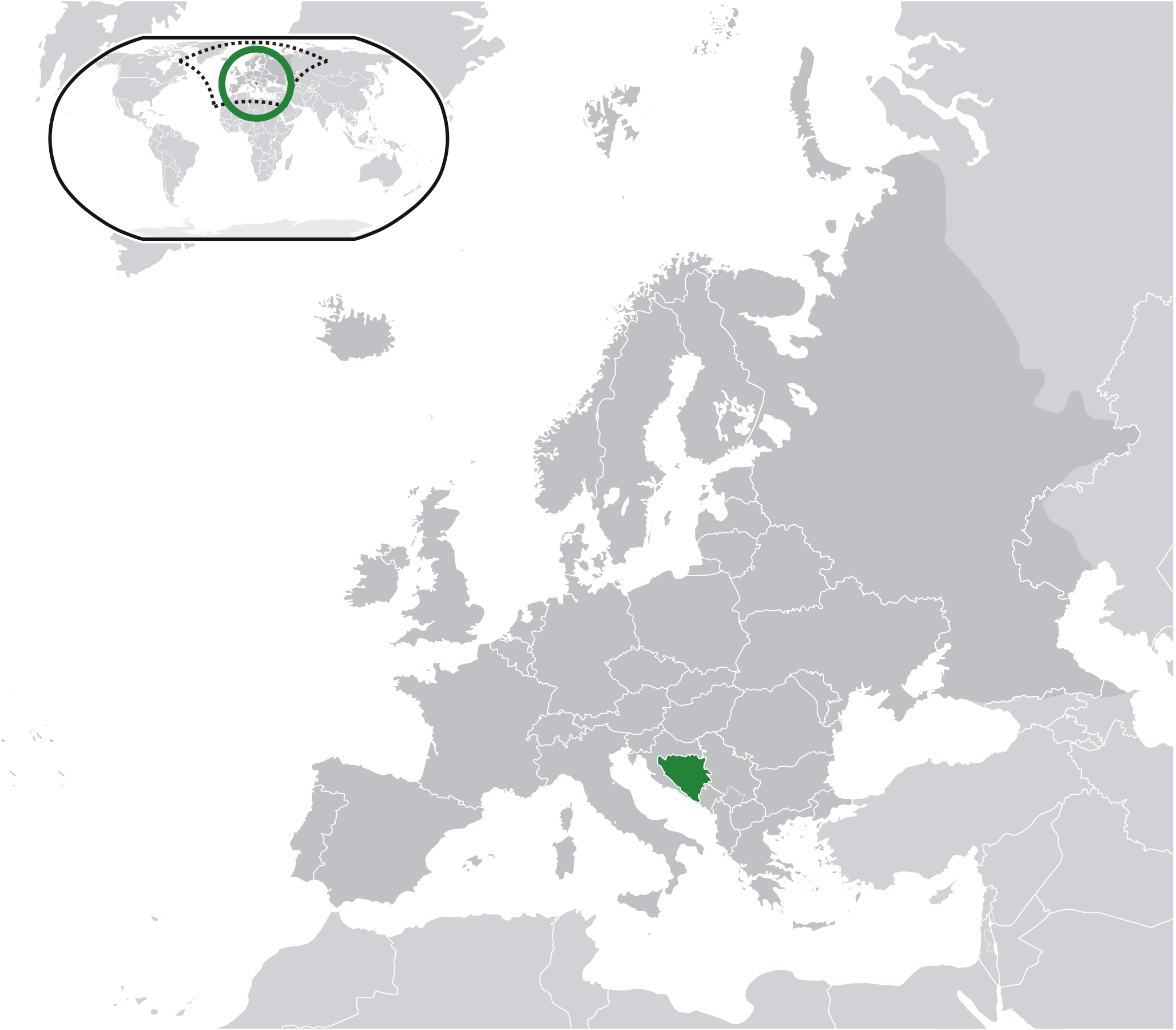

シプラゲ（ボスニア語: Šiprage、Шипраге）は、ボスニア・ヘルツェゴビナのスルプスカ共和国,バニャ・ルカ,コトル＝ヴァロシュの集落。一時期コトル＝ヴァロシュ下部の地方自治体となったが、1964年に集落に戻っている。

## 気候
地域Šiprageとその周辺地域は温暖な気候である。
Špirageのための長期的な気象パラメータ（「歴史」）
- 最も乾燥ヶ月とウェット間の降水量の変動が41ミリメートルです。平均温度から20.6℃の変化であります.[3]

## 名称
名称は地方長官を務めた貴族のシプラガ家（Šipraga）に由来する。祖先が原住民であったか入植者であったか、また如何にしてウルバンヤ川（Vrbanja）の谷に広い土地を獲得し、税を得るようになったかは明らかではない。口伝と地籍図に寄れば、ヴラシチ山（Vlašić）の麓を流れるウガル川（Ugar）のポウガルエ谷（Pougarje）から広がったとされている。

## 地理
南東方向からウルバンヤ川が流れる。北西方向へ川を下ると、30km下流に地域の中心地であるコトル＝ヴァロシュ、約60km下流にバニャ・ルカが位置している。山地に囲まれた長い谷であり、北から東にかけてグラヴィチ（Glavić、950m）を最高地点とするシプラシュコ・ブルド（Šipraško Brdo、シプラゲの丘）、南にヤシク（Jasik、769m）、南から東にかけてシャヒノヴィナ＝ストラジュベニカ山地（Šahinovina–Stražbenica、848m）、 西にカペ（Kape、950m）を最高地点とするラドホヴァ（Radohova）、北から西にボルチュチ（Borčići、799m）を有するフラスチク（Hrastik）が位置している。
居住地は、ウルバンヤ川と支流沿いの長さ3km、幅2kmの地域に形成されている。飲料水が豊富であり、ツルクヴェニカ川（Crkvenica）は水道網の一環を担っている。ウルバンヤ川に支流が合流する土地であり、右岸にムジチ川（Musić）、ツルクヴェニカ川、バキン川（Bakin）が、左岸にチョルコヴァク川（Ćorkovac）、ザグラヂンスキ川（Zagradinski）、デミチュカ川（Demićka）が流入している。

## 自然
耕作地に適した土地が広がっており、落葉樹・針葉樹からなる森（トウヒ属、モミ属、シロマツ、ヨーロッパクロマツ）、シデやブナ属の疎林が混在する。森林や山麓の草地には、ボスニア・ヘルツェゴビナの固有哺乳類を含むクマ、イノシシ、オオカミ、キツネ、ハリネズミ、ヤブノウサギ、ノロジカ、アナグマ、テン（マツテン、ムナジロテン）、リス、イイズナなどが生息している。
牧場、林地、集水域は生物群集を支える植生に覆われている。オボドニク（Obodnik）へ向かう流れには、サケ類が生息している。しかし、最初にカワヒメマスが、ついでドナウイトウが、そしてブラウントラウトが流域から徐々に数を減らしている。カワヒメマスは1970年代には完全に姿を消し、様々な人為的・自然的要因によりサケ類の生存が危機に瀕している。2000年代の洪水によるものが顕著であるが、乱獲、泥や林業廃棄物による汚染も要因としてあげられる。流域の在来種の供給源であることから、遺伝子プールの再生が課題であり、減少した魚類の回復が試みられている。

## 歴史

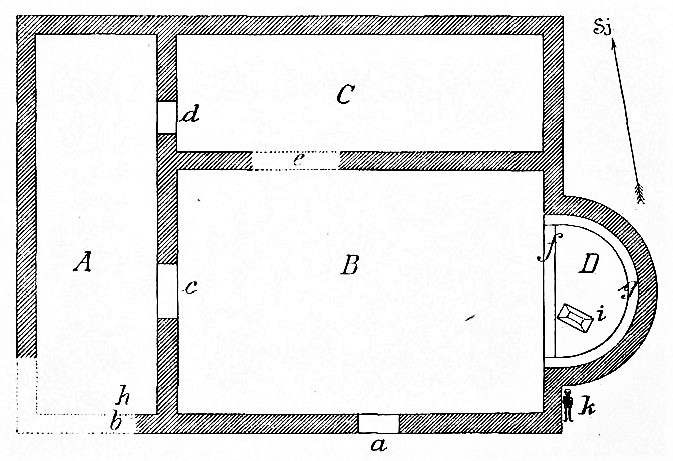
ローマ時代のバシリカの平面図(20.42 x 16.2 m)
A – ロビー（13.9 x 4.09m）
B – 主室（12.38 x 8.30m）
C – 別室（12.38 x 3.95m）
D – アプス
a – 窓
c – 扉（幅1.9m）
d – 扉（幅1.2m）
e – 扉
b, h – 燃焼室
i – コンソール
k – 人骨

新石器時代にはウルバンヤ川の谷に最初の住民が現れたことが知られている。その後イリュリア人のマザイイ族が居住し、紀元前4世紀にはケルト人が入った。
ローマ時代の遺跡がツルクヴェニカ川がウルバンヤ川へ流入する地帯にいくつか残っており、3世紀から5世紀にかけてのものとみられる初期キリスト教建築のバシリカが発掘されている。考古学的な記録からローマの入植地が存在していたことが確認されており、また、12世紀のステチュツィが残されている。ステチュツィは元はツルクヴェニカ川の流入地点に存在したが、切り出され建築物の壁材として用いられた（宗教的な財産であったと信じたことが原因となった可能性がある）。最良の保存状態を保つ一つは、当初置かれていた地に近い、ウルバンヤ川に沈んでいるものである。
中世にはボスニアに属しドニ・クライ（Donji Kraji、低地州）の一部となったが、1519年にオスマン帝国により占領された。1878年にオーストリア＝ハンガリー帝国の一部となり、1918年にはユーゴスラビア王国に移った。
第二次世界大戦中、パルチザンの拠点となり、要塞とデミチュカ川の谷に設けられた第12野戦病院（第5軍団所属）の所在地であった。戦争初期には地元の数部隊が存在するのみであったが、のちにより大きな規模の部隊が編成された。重要な拠点であったため、ドイツとドラジャ・ミハイロヴィッチ指揮下の部隊を含むチェトニックから幾度も爆撃された。ズロヴァリチ（Zlovarići）とヅニチ（Dunići）間のブレストヴァチェ（Brestovača）の深い崖は)、ドイツ軍機による発見は困難であった。
1943年から1944年にかけて、かつてのユーゴスラビアとボスニア・ヘルツェゴビナでは「第6次攻撃」と呼ばれる期間に第5軍団隷下に第12野戦病院が設立された。病院を主目標としたシプラゲ近郊へのドイツ空軍による複数回の爆撃にもかかわらず、1944年1月4日まで病院は他の地に存在するとの作戦により残存し続けた。病院は近郊の村へ移り、さらに遠方のコリチャニ（Korićani）へ移転した。約600人の戦傷病者はストパン（Stopan）とロジチ（Lozići）からパリヴク（Palivuk）、チュドニチ（Čudnić）、クルシェボ・ブルド（Kruševo Brdo）へ移動した。
1944年1月6日にストパン・ケルレ（Kerle）間のラスクルシチェ（Raskršće）防衛線を突破したドイツ軍が翌朝侵入し、反攻が行われた15日までとどまった。後にドイツ軍は正確な情報を有していなかったことが判明した。戦後の1960年代になって、森の中に埋葬されていたパルチザンの遺体が、町中のパルチザン記念墓地（ザグラヂネ、Zagradine）に改葬された。

## 母集団
- 1931. i 1953.: 市町村 Šiprage

♦ エリア Šiprage.
♦ Područje Šipraga
| 年度 | ボシュニャク人 | セルビア人    | クロアチア人 | ユーゴスラビア人 | 不明・その他 | 合計  |
| ---- | -------------- | ------------- | ------------ | ---------------- | ------------ | ----- |
| 1971 | 422（51.33%）  | 370（45.01%） | 0            | 21（2.55%）      | 9（1.09%）   | 822   |
| 1981 | 711（60.10%）  | 320（27.04%） | 6（0.50%）   | 136（11.49%）    | 10（0.84%）  | 1,183 |
| 1991 | 745（78.25%）  | 168（17.64%） | 1（0.10%）   | 32（3.36%）      | 6（0.63%）   | 952   |